# 埃科勒河畔努瓦西
埃科勒河畔努瓦西（法語：Noisy-sur-École，法語發音：[nwazi syʁ ekɔl] ⓘ）是法国塞纳-马恩省的一个市镇，位于该省西南部，属于枫丹白露区。

## 地理
埃科勒河畔努瓦西（48°22'24"N, 2°29'46"E）面积29.91 平方千米，位于法国法蘭西島大區塞纳-马恩省，该省份为法国北部内陆省份，北起瓦兹省，西接埃松省、马恩河谷省、塞纳-圣但尼省和瓦兹河谷省，南至卢瓦雷省，东南接约讷省，东临马恩省和奥布省，东北接埃纳省。
与埃科勒河畔努瓦西接壤的市镇（或旧市镇、城区）包括：米伊拉福雷、勒沃杜埃、阿谢尔拉福雷、阿尔博讷拉福雷、枫丹白露、图松、埃科勒河畔翁西。

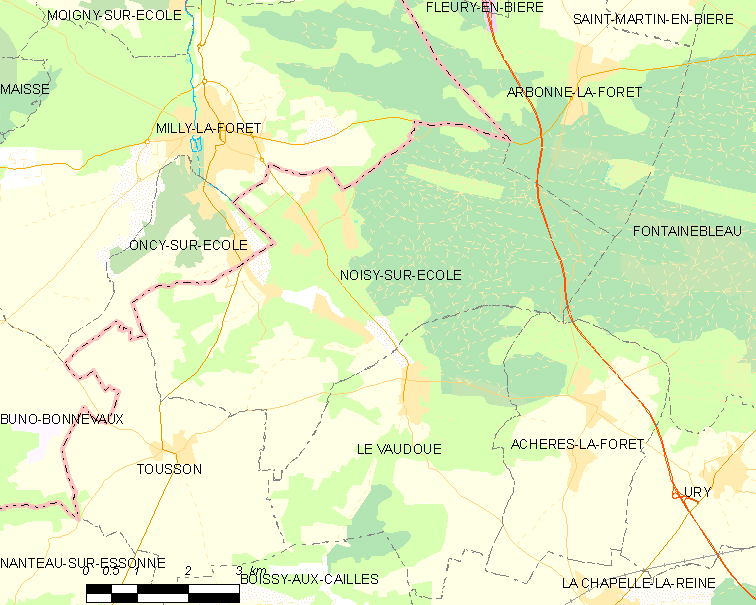
埃科勒河畔努瓦西的OSM定位图

埃科勒河畔努瓦西的时区为UTC+01:00、UTC+02:00（夏令时）。

## 行政
埃科勒河畔努瓦西的邮政编码为77123，INSEE市镇编码为77339。

## 政治
埃科勒河畔努瓦西所属的省级选区为枫丹白露县。

## 人口

1962-2008年间埃科勒河畔努瓦西人口变化图示

埃科勒河畔努瓦西于2022年1月1日时的人口数量为1822人。